# Anthophora pachyodonta
Anthophora pachyodonta är en biart som beskrevs av Cockerell 1923. Anthophora pachyodonta ingår i släktet pälsbin, och familjen långtungebin. Inga underarter finns listade i Catalogue of Life.